# Путь героина
«Путь герои́на» (англ. Traffik; 1986) — британский телевизионный художественный сериал о незаконном обороте наркотиков. Состоит из шести серий.

## Сюжет
Сюжет сериала разделён на три сюжетные линии, действия которых происходят в Пакистане, Германии и Великобритании. Джек Литгоу становится главой министерства внутренних дел Великобритании и начинает борьбу с торговлей наркотиками, не зная, что его дочь — наркоманка. Благодаря его усилиям пакистанское правительство сжигает поля мака, который выращивали местные крестьяне. Пакистанский крестьянин Фазал выселен со своей земли, и ему приходится искать новую работу в Карачи. Его нанимает наркобарон Тарик Бут, который поставляет героин в Европу, сотрудничая с немцем Карлом Россхальдом. Россхальда арестовывает полиция, а на свободе остаётся его ничего не знающая жена, которой приходится разбираться с делами мужа. Жена организовывает убийство главного свидетеля обвинения и налаживает утерянные каналы поставки наркотиков в Гамбург.

## В ролях
- Билл Патерсон — Джек Литгоу
- Джулия Ормонд — Кэролайн Литгоу
- Джордж Кукура — Карл Россхальд
- Линдси Дункан — Хелен Россхолд
- Фриц Мюллер-Шерц — Ули
- Тило Прюкнер — Дитер
- Ямал Шах — Фазал
- Талат Хуссейн — Тарик Бат

## Телепоказ
В Великобритании первая серия вышла 22 июня 1989 года, в США — 22 апреля 1990 года. Также сериал вышел в Греции и Франции. В России сериал был показан телерадиокомпанией «Останкино» в апреле-мае 1993 года.

## Награды
- 1989 — International Emmy Awards (лучшая драма)
- 1990 — Broadcasting Press Guild Awards (лучший драматический сериал)
- 1990 — Banff Television Festival (гран-при)
- 1990 — BAFTA (лучший дизайн, лучший оператор, лучший звук)

## Ремейки
- 2000 — фильм Траффик по мотивам сериала (режиссёр Стивен Содерберг).
- 2004 — сериал Траффик, основанный на оригинальном сериале и фильме 2000 года.